# Smrtonosno oružje 4
Smrtonosno oružje 4 (eng. Lethal Weapon 4) je akcijski film  Richarda Donnera iz 1998. U glavnim ulogama pojavljuju se Mel Gibson, Danny Glover, Joe Pesci, Rene Russo, Chris Rock i Jet Li. To je četvrti nastavak filmskog serijala Smrtonosno oružje.

## Radnja
Lorna Cole čeka dijete s Martinom Riggsom; nisu se vjenčali, ali oboje razmišljaju o tome, iako imaju neke bojazni i strahove oko toga. Murtaughova kćer Rianne je također trudna, a potajno se udala za Leeja Buttersa, mladog policajca koji radi u istoj postaji kao i Murtaugh i Riggs.
Priča se vrti oko istrage koju vode Riggs, Murtaugh i Butters. Radi se o krijumčarskom lancu  kineskih imigranata, za što se saznaje nakon što su na jednom brodu pronađeni robovi iz Kine. Te noći, Murtaugh skriva malog Kineza s cijelom obitelji u svojoj kući, tvrdeći kako "oslobađa robove".
Informacije u Ujaku Bennyju vode ih u Kinesku četvrt, gdje se upoznaju s lukavim stručnjakom za borilačke vještine, Wahom Sing Kuom (Jet Li). Wah Sing Ku organizirao je oslobađanje četvorice šefova Trijada, zvanih Četiri oca, koje drži korumpirani general, u zamjenu za krivotvoreni novac. Osim toga, stručnjak za krivotvorenje novca je ujak glave kineske obitelji koju je Murtaugh spasio.
Kad su se previše približili, Kinezi odlučuju uzvratiti udarac. Riggs i Murtaugh dolaze kući kako bi uhvatili Wah Sing Kua, te nakon kratkog okršaja (u kojem je obojici oduzeo pištolje brzim refleksom), dvojac je svezan zajedno s Murtaughovom i kineskom obitelji. Prije odlaska, Kinezi pale kuću, u kojoj su ostali svi, uključujući i dvije trudnice. Mali Ping, najmlađi član kineske obitelji, uspijeva se izvući i osloboditi ostale kako bi se u zadnji trenutak izvukli iz buktinje kroz prozor dnevnog boravka.
Riggs i Murtaugh kasnije pronalaze Ujaka Benyja kod zubara, te koristeći se plinom za smijanje, uspijevaju izvući potrebne informacije od njega. Murtaugh nehotično saznaje kako je Butters otac djeteta koje nosi njegova kćer, ali ostavlja to za kasnije. U komičnoj sceni, Ujak Benny spominje Četiri oca, koje prvo zamjenjuju za "pretke".
Konačno, policajci otkrivaju Kinezima kako je novac koji je trebao biti korišten za oslobođenje zatvorenika krivotvoren, a ovi se osvećuju napavši policiju u stranoj trgovačkoj zoni, na dokovima. Među žrtvama je i jedan od članova Trijada i stariji brat Wah Sing Kua. Konačni obračun odvija se na jednom lukobranu gdje Riggs i Murtaugh, obojica nenaoružani, napadaju Sing Kua, šokiranog bratovom smrću. Kinez nokautira Murtaugha i pada s Riggsom u vodu nakon što se urušio betonski lukobran. U očaju, Riggs pronalazi automatsku pušku i ubija Sing Kua pod vodom, ali ostaje zarobljen pod jednom pukotinom lukobrana. Murtaugh se baca u vodu i spašava Riggsa.
Film završava s Lorninim i Martinovim vjenčanjem i Rianne, koja obavještava Rogera o svojem tajnom braku. Dvije bebe su rođene, a Martin Riggs se konačno skrasio.

## Reakcije
Iako je zaradio 130 milijuna dolara samo u Americi, nije se smatrao megauspješnim kao tri prethodna filma, jer je sami budžet iznosio 140 milijuna, bez dodatnih troškova oglašavanja. Profit je ipak ostvaren jer je film ukupno zaradio 285 mlijuna dolara u inozemnim kinima. Ipak, kao i tri prethodnika, film se plasirao u top 10 najuspješnijih filmova godine.

## Zanimljivosti
- Uloga Wah Sing Kua bila je prvo ponuđena  Jackieju Chanu, ali je ovaj odbio jer ne voli glumiti negativce.
- Film je označio američki debi za Jet Lija. Osim toga, to je prvi film u kojem glumi negativca.
- Mel Gibson isprva nije htio snimiti četvrti nastavak. Plaćeno mu je 25 milijuna dolara.
- Nakon pojavljivanja u ovom filmu, Pesci je najavio kako se povlači iz glumačkog života kako bi se posvetio pjevačkoj karijeri i uživao u životu dalje od kamere. Ipak, 2006. se pojavio u epizodnoj ulozi u filmu Dobri pastir.
- Film je imao najveći budžet u odnosu na prethodnike iz serijala (140 milijuna), ali ipak nije bio financijski uspješan kao drugi i treći nastavak.
- Slike koje se prikazuju u odjavnoj špici je kolaž fotografija nastalih tijekom produkcija iz sva četiri filma.
- Shane Black, koji je napisao originalno Smrtonosno oružje, vratio se kao scenarist u ovom filmu.
- Na soundtracku filma Van Halen je izveo pjesmu "Fire in the Hole" (s albuma Van Halen III).

## Vanjske poveznice
- Smrtonosno oružje 4 u internetskoj bazi filmova IMDb-a